# 졸슨 스토리
졸슨 스토리(The Jolson Story)는 미국에서 제작된 알프레드 E. 그린 감독의 1946년 드라마 영화이다. 래리 팍스 등이 주연으로 출연하였다.

## 출연

### 주연
- 래리 팍스
- 에블린 키예스
- 존 알렉산더
- 제시 아놀드

### 조연
- 스코티 베켓
- 유진 보든
- 어니스트 코사트
- 윌리엄 드마레스트

## 제작진
- 음향: 존 P. 리바데리
- 의상: 진 루이스